# Адажіо для струнних

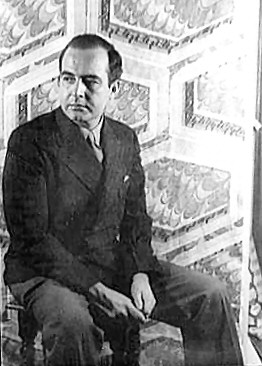
Самюел Барбер, фото Карла ван Вехтена, 1944 рік

Адажіо для струнних — імовірно, найвідоміший твір Самюела Барбера, аранжування для струнного оркестру другої частини його Струнного квартету (Op. 11). Аранжування було здійснене у 1936 році — в тому ж році, коли було написано квартет. Перше виконання твору відбулося у 1938 році у радіопередачі зі студії в Нью-Йорку для запрошених гостей під диригуванням Артуро Тосканіні. Сприйняття твору було загалом позитивне; Александр Дж. Морін писав, що Адажіо для струнних «сповнене пафосу і катартичної пристрасті» і що «наврядчи залишає очі сухими».
Адажіо для струнних використане в численних фільмах і телепередачах.

## Історія
Струнний квартет (Op. 11), з якого виокремилось Адажіо для струнних, Барбер написав влітку 1936 року під час перебування в Європі зі своїм партнером Джанкарло Менотті, італійським композитором, що вчився на той час у Curtis Institute of Music.
Натхнення прийшло від Георгік Вергілія. У квартеті Адажіо іде слідом за різко контрастною першою частиною (Molto allegro e appassionato), а продовжується музикою, що відкривається короткою репризою з першої частини (з позначкою Molto allegro (come prima) — Presto).
У січні 1938 року Барбер надіслав оркестровану версію Адажіо для струнних Артуро Тосканіні. Диригент повернув ноти без коментарів, що роздратувало Барбера. Згодом через Менотті Тосканіні передав, що він планує виконати цей твір і повернув його просто тому, що вже вивчив.
5 листопада 1938 року вибраних гостей було запрошено до Studio 8H у Рокфеллер-центрі на перше виконання твору під диригуванням Тосканіні у радіоефірі, яких було записано. Перші відгуки критиків, зокрема у рецензії Оліна Доунса в The New York Times, були позитивними.
Тосканіні взяв Адажіо для струнних у турне по Південній Америці та Європі. 16-19 квітня 1942 року твір виконував Філадельфійський оркестр під диригуванням Юджина Орманді у Карнегі-холі, також у радіоефірі і з записом.